# توم مولينو

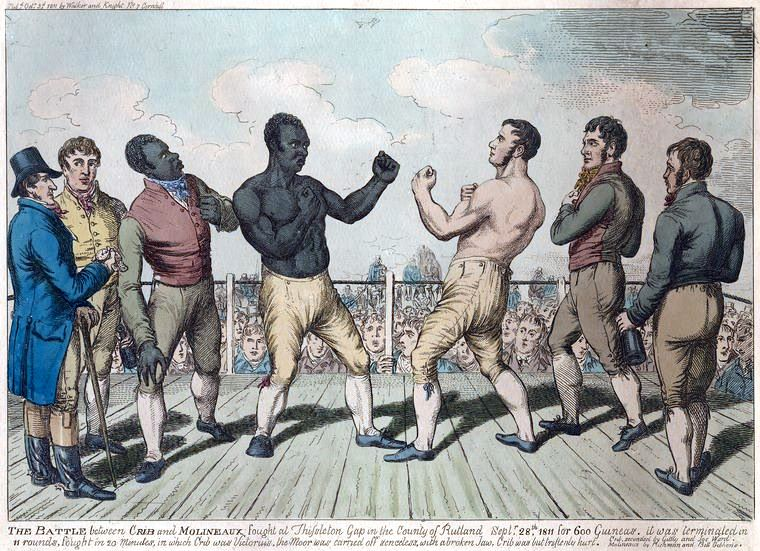
توم مولينو ضد توم كريب - 1811 م.

توم مولينو (بالإنجليزية: Tom Molineaux)‏ (1784 - 1818 م) هو ملاكم أمريكي أفريقي.
ولد عبدا في فرجينيا، لاكم إنكليزي توم كريب في 1810 و 1811 م. وحين لاكمه في 1810 م فعل الجمهور المستحيل كيما ينتصر الاخير لأنه لا يجوز لأسود ان يغلب ابيض.
وأصبح صراعه مع كريب رمزاً لبزوغ الطموح الأمريكي، والتي كانت في حرب مع بريطانيا بسبب محاولة الإنكليز منع الأمريكيين من الاتجار مع فرنسا نابليون بونابرت آنذاك.